# Olios abnormis
Olios abnormis är en spindelart som först beskrevs av John Blackwall 1866.  Olios abnormis ingår i släktet Olios och familjen jättekrabbspindlar. Inga underarter finns listade i Catalogue of Life.